# John Mahlon Marlin
John Mahlon Marlin (Boston Neck, 6 maggio 1836 – New Haven, 1º luglio 1901) è stato un inventore statunitense fondatore della fabbrica di fucili Marlin Firearms.

## Biografia
Marlin era figlio di Mahlon Marlin e Jennette Bradford.
Lavorò alla Colt, nella fabbrica di Hartford, durante la guerra di secessione. Dal 1863 iniziò a fabbricare pistole a New Haven espandendo poi la produzione ad altri tipi di armi dal 1872. La fabbrica si chiamò inizialmente Marlin Fire Arms Company, ridenominata poi Marlin Firearms.
Agli inizi produceva soltanto armi ad un colpo e soltanto dal 1881 iniziò a produrre fucili a ripetizione.
Marlin sposò Martha Susan a Windsor Locks. Ebbero quattro figli, due dei quali morirono in tenera età. I loro figli Mahlon Henry e John Howard presero il posto del padre, alla guida dell'azienda, dopo la sua morte.